# Cyanopepla masia
Cyanopepla masia är en fjärilsart som beskrevs av Paul Dognin 1889. Cyanopepla masia ingår i släktet Cyanopepla och familjen björnspinnare. Inga underarter finns listade i Catalogue of Life.